# Kollection
Kollection è il settimo album di raccolta del gruppo musicale britannico The Korgis, pubblicato nel 2005.

## Tracce
1. If I Had You – 3:58
2. Everybody's Got to Learn Sometime – 4:09
3. It All Comes Down to You – 3:40
4. One Life – 3:36
5. Who Are These Tears For – 4:14
6. Find Yourself Another Fool – 3:56
7. This World's for Everyone – 3:28
8. That's What Friends Are For – 3:47
9. Hold On – 4:12
10. I Wonder What's Become of You – 3:25
11. Work Together – 3:42
12. Come to Me – 3:52
13. All the Love in the World – 4:00
14. Wish You Merry Xmas – 2:55
15. Everybody's Got to Learn Sometime (Slow & Moody DNA 7" Mix '93) – 3:44
16. It Won't Be the Same Old Place (traccia bonus) – 5:12
17. Lines (traccia bonus) – 3:29
18. Boots and Shoes (traccia bonus) – 4:04
19. Make a Fuss About Us (traccia bonus) – 3:32